# La boutique del mistero
La boutique del mistero è un'antologia di racconti di Dino Buzzati, pubblicata per la prima volta nel 1968.

## Storia editoriale
La raccolta nasce come selezione dei trentuno racconti più rappresentativi dell'opera di Buzzati, e con l'intento dell'autore di far conoscere il meglio della sua produzione: infatti i trentuno scritti presenti erano stati pubblicati precedentemente su altre raccolte (I sette messaggeri, Paura alla Scala, Il crollo della Baliverna, In quel preciso momento, Sessanta racconti e Il colombre).
I racconti dal numero 1 al numero 6 erano già stati pubblicati su I sette messaggeri e Sessanta racconti;  quelli dal numero 7 al numero 11 su Paura alla Scala e Sessanta racconti; quelli dal numero 12 al numero 15 su Il crollo della Baliverna e Sessanta racconti; il 16 e il 17 in Sessanta racconti; quelli dal numero 18 al numero 22 su In quel preciso momento; quelli dal numero 23 al numero 31 su Il colombre.
L'edizione del 2001, pubblicata da Mondadori nella collana Oscar. Classici moderni, raffigura in copertina un'opera dello stesso Buzzati: la tempera su cartone dal titolo Ritratto del califfo Mash er Rum e le sue 20 mogli, dipinto nel 1958.

## Racconti

### I sette messaggeri
Il racconto è stato pubblicato per la prima volta il 1º giugno del 1939 sulla rivista La Lettura, supplemento letterario del Corriere della Sera, successivamente incluso nelle raccolte I sette messaggeri del 1942 e Sessanta racconti del 1958.
In un regno immaginario, il figlio del re parte con una spedizione per raggiungere il confine del regno. Sette messaggeri si incaricano di fare la spola per mantenere i contatti. Il confine si rivela essere lontanissimo e il principe morirà di vecchiaia prima di giungere al limite estremo del regno.

### L'assalto al Grande Convoglio
Il racconto è stato pubblicato per la prima volta il 29 febbraio del 1936 sul periodico Il Convegno, firmato dall'autore come "Dino Buzzati Traverso". Successivamente l'opera è stata inclusa nelle raccolte I sette messaggeri e Sessanta racconti.
Gaspare Planetta era il famoso e temuto capo di una banda di briganti. Quando esce di prigione, tre anni dopo essere stato arrestato, è una persona diversa, invecchiata e stanca. I suoi ex compagni lo ripudiano e l'uomo si isola in compagnia di un giovane, il solo che ancora crede in lui e che Planetta non vuole disilludere.

### Sette piani
Il racconto è stato pubblicato originariamente con il titolo I sette piani sulla rivista La Lettura il 1º marzo del 1937, quindi revisionato e incluso nell'antologia I sette messaggeri. Successivamente viene incluso nella raccolta Sessanta racconti, con una riscrittura più fedele alla prima stampa. L'opera è stata trasposta in una pièce teatrale e nel film Il fischio al naso.
Giuseppe Corte viene ricoverato in un moderno ospedale di sette piani per un lievissimo male. Viene sistemato all'ultimo piano riservato ai casi meno gravi ma, di volta in volta, per motivi apparentemente banali, viene spostato ai piani sempre più bassi, fino a raggiungere il primo. Qui, ove trovano posto i casi disperati, troverà la morte.

### Eppure battono alla porta
Il racconto è stato pubblicato per la prima volta sulla rivista La Lettura nel settembre del 1937; successivamente è stato inserito nelle raccolte I sette messaggeri e Sessanta racconti.
Maria Gron torna a casa durante un temporale; qui l'attende la famiglia e un vecchio amico di famiglia. Sulla casa incombe un grave pericolo legato all'ingrossamento del fiume ma nessuno sembra voler rendersene conto.

### Il mantello
Il racconto è stato pubblicato per la prima volta sul numero del 14 luglio 1940 del Corriere della Sera, quindi ristampato nelle raccolte I sette messaggeri e Sessanta racconti
Il giovane Giovanni, reduce di guerra, ritorna a casa. La madre e i due fratellini lo trovano smunto e affaticato. Il ventenne, nonostante le insistenze della madre, afferma di dover subito proseguire il viaggio insieme a un amico che lo aspetta in cortile. Quando esce uno dei due fratellini gli solleva un lembo del mantello rivelando il corpo sporco di sangue. Giovanni si congeda raggiungendo il misterioso compagno con il quale si allontana.

### Una cosa che comincia per elle
Il racconto è stato pubblicato per la prima volta sulla rivista letteraria La Lettura il 1º gennaio del 1939; in seguito è stato ripubblicato nelle antologie I sette messaggeri e Sessanta racconti.
Cristoforo Schroder non sta bene e si rivolge a un suo amico medico, il dottor Lugosi. Dopo la visita l'ammalato si sente subito meglio ma il giorno dopo il dottore ritorna con un accompagnatore che sottopone a Schroder una serie di strane domande. Al termine del pressante interrogatorio, il dottore rivela che Schroder è ammalato di lebbra e sotto la minaccia delle armi viene allontanato da casa e dal villaggio come un paria.

### Una goccia
Pubblicato per la prima volta sul Corriere della Sera il 25 gennaio 1945, è stato in seguito ripubblicato nelle raccolte Paura alla Scala e Sessanta racconti.
Una notte una giovane cameriera in servizio in un appartamento del primo piano di un condominio sente il rumore di una goccia che sale le scale. Impaurita tenta di avvisare la padrona ma non viene creduta. Man mano però molti altri condomini si accorgono del misterioso e spaventoso fenomeno.

### La canzone di guerra
Il racconto è stato pubblicato per la prima volta il 21 luglio 1945 sulla rivista Oggi; successivamente è stato incluso nelle raccolte Paura alla Scala e Sessanta racconti.
Le truppe avanzano vittoriose ma nonostante conquistino gloria e tesori, cantano di continuo la stessa triste canzone. Nessuno si spiega il motivo di quel malinconico inno cantato per anni dall'esercito trionfante fino a quando, dopo innumerevoli battaglie, tutto il regno è ricoperto di croci e di tombe.

### La fine del mondo
Il racconto è stato pubblicato per la prima volta sul quotidiano il Corriere della Sera il 7 ottobre 1944 e successivamente incluso nelle raccolte Paura alla Scala e Sessanta racconti.
La fine del mondo è stata annunciata e il panico si diffonde. In gran fretta le moltitudini si rivolgono ai preti per l'ultima confessione prima del giudizio universale.

### Inviti superflui
Il racconto è stato pubblicato per la prima volta nel numero del marzo 1946 della rivista I libri del giorno, successivamente ripubblicato nelle raccolte Paura alla Scala e Sessanta racconti.
Il narratore rivolge parole d'amore a una donna, seppure consapevole che ella, da tempo, lo ha dimenticato. I loro caratteri e le loro passioni sono troppo diverse: lui così legato alla fantasia e ai sentimenti, lei attratta dai beni materiali.

### Racconto di Natale
Pubblicato per la prima volta sul numero di Natale del 1946 del quotidiano il Corriere della Sera con il titolo Lunga ricerca nella notte di Natale, in seguito incluso nelle antologie Paura alla Scala e Sessanta racconti.
La notte della vigilia di Natale, nel duomo, don Valentino attende che l'arcivescovo celebri messa e caccia via un povero che gli chiede solo "un po' di Dio". Il suo egoismo fa allontanare il Signore dalla chiesa. Invano il prete cerca di farsene prestare un poco da altri, preoccupato che il prelato debba celebrare la messa nel duomo abbandonato dal Signore. Tutti gli negano aiuto e, non appena rifiutano il prestito, Dio li abbandona. Infine il prete ritorna al duomo e trova lì l'arcivescovo che sta celebrando messa in una chiesa colma di fedeli e di Dio: non era il Signore a essersi allontanato, ma gli egoisti ad averlo ripudiato.

### Qualcosa era successo
Pubblicato per la prima volta sul quotidiano il Corriere della Sera l'8 luglio 1949, è stato successivamente incluso nelle raccolte Il crollo della Baliverna e Sessanta racconti.
Il protagonista è su un treno diretto dal meridione d'Italia verso Milano; dai finestrini vede molta gente agitarsi, fuggire, gridare, ma non ne capisce il motivo. Da un pezzo di giornale strappato legge solo l'ultima parte del titolo: "...IONE", foriero di tragedie. Giunto alla stazione la trova deserta e ode un urlo agghiacciante.

### I topi
Il racconto è stato pubblicato per la prima volta sul Corriere della Sera, nel numero del 9 agosto 1953, e quindi ripubblicato nelle raccolte Il crollo della Baliverna e Sessanta racconti.
Il narratore è ospite, come tutte le estati, per alcune settimane presso la villa di un amico, insieme alla famiglia di quest'ultimo. Quest'anno, l'invito è giunto in modo confuso e il narratore trova la villa colonizzata da ratti, inspiegabilmente ignorati dall'amico e dai familiari.

### Il disco si posò
Il racconto è stato pubblicato per la prima volta sul Corriere della Sera, nel numero del 25 marzo del 1950, poi ripubblicato nelle antologie Il crollo della Baliverna e Sessanta racconti.
Una sera un disco volante atterra sul tetto di una chiesa di campagna. Due alieni ne fuoriescono e incuriositi dalla croce sul tetto, hanno con il parroco un colloquio sulla religione, sul peccato originale e sul martirio di Cristo. Gli alieni spiegano che, al contrario dei terrestri, sono immuni dal peccato originale e che non pregano, non rivolgendo mai pensieri a Dio. Quando gli extraterrestri ripartono, il parroco immagina che Dio preferisca gli Uomini, peccatori ma pieni di sentimenti, ai marziani, puri dal peccato ma indifferenti.

### Il tiranno malato
Il racconto è stato pubblicato per la prima volta sul quotidiano il Corriere della Sera il 14 agosto del 1955, poi inserito nell'antologia Sessanta racconti ed infine nella raccolta La boutique del mistero.
Il mastino Tronk, odiato dai cani del quartiere viene scoperto debole e attaccato in branco. Tronk si difende con difficoltà quando, improvvisamente, i nemici desistono e si ritirano. La sua debolezza, sintomo di morte imminente, ha spaventato gli avversari.

### I santi
Il racconto è stato pubblicato per la prima volta sul quotidiano il Corriere della Sera il 1º luglio del 1956, quindi ristampato nella raccolta Sessanta racconti.

### Lo scarafaggio
Un ragazzo quando arriva a casa schiaccia uno scarafaggio in corridoio, e poi sente la moglie urlare, si precipita in camera, ed essa si lamenta dicendo di aver paura della morte. Poi inizia a sentire gli animali fuori emettere versi, le persone nel condominio alzarsi e girare nei corridoi. Allora, torna all'ingresso, e nota che lo scarafaggio muove solo una zampina. A quel punto, il ragazzo lo uccide definitivamente e la moglie si calma, gli animali smettono di emettere versi e le persone rientrano in casa.

### Conigli sotto la luna
È descritto uno scenario notturno: un prato silenzioso illuminato dalla Luna. Vengono descritti «quattro cinque» conigli, che saltellano a due a due, come ombre. Eppure, paiono aspettare qualcosa, con le orecchie tese: non sanno che è tesa una tagliola poco lontano. Noi siamo come i conigli, dice il narratore: abbiamo il presagio del dolore venturo, ma non sappiamo come e quando colpirà, e viviamo tesi nella paura di ciò che sarà: «anche le notti più felici passano senza consolarci.»

### Questioni ospedaliere
Il narratore porta una donna in braccio, grondante sangue, nel recinto di un ospedale. Prima un infermiere, poi una suora, rimandano il narratore al "Padiglione Ricovero", lontano, adducendo motivazioni di natura burocratica, nonostante l'emergenza. Anche un medico si avvicina al narratore, rimproverandolo per essere entrato da un cancello secondario e lamentandosi con un collega della sorveglianza assente, anziché prestare soccorso alla donna. Il narratore, infine, corre disperato verso il Padiglione Ricovero la donna moribonda tra le braccia, maledicendo «medici, suore e infermieri».

### Il corridoio del grande albergo
Il narratore racconta dell'imbarazzo, nel corridoio di un albergo, trovato nell'incontrare un uomo che - come lui - probabilmente si stava recando alla toilette. Onde evitare imbarazzi, devia dal suo obiettivo, nascondendosi di fronte a un'altra stanza, per poi cambiare più volte destinazione al fine di dissimulare la propria impellenza iniziale. Non sapendo più dove rigirarsi per evitare la figuraccia del suo comportamento strano ed evitare l'altro ospite, il narratore si addormenta in un angolo del corridoio, e al mattino successivo scopre che tanti altri uomini, come lui, avevano trascorso così la notte, stravolti.

### Ricordo di un poeta
Il racconto è scritto in prima persona. Il protagonista racconta le vicende della sua semplice vita, tra fantasie, primi amori, vita di società, e del suo animo poetico (personificato, con «egli») che nasce tardivamente rispetto all'età anagrafica dell'uomo, vive una breve e intensa vita artistica, con slanci e immaginazione proprî più di un'età infantile o giovanile, mentre il protagonista è adulto. Il «giovanotto» muore presto, e il protagonista, nella sua riflessione, si rende conto, avviandosi all'età tarda, che quella breve parabola poetica e quel «battito irrestistibile» resterà immortale, imperituro nei secoli.

### Il colombre
Il racconto è stato pubblicato per la prima volta sul quotidiano il Corriere della Sera il 22 agosto 1961, successivamente nella raccolta Il colombre e altri cinquanta racconti.
Il figlio di un marinaio, per il compleanno, chiede al padre di portarlo con sé in mare. Durante la navigazione i due avvistano un colombre, un animale marino che sceglie le sue vittime tra i marinai perseguitandoli fino alla morte. Il padre convince il figlio a non abbandonare mai più la terraferma. Quando il padre muore, il figlio tornerà a navigare e in mare incontrerà nuovamente il colombre che lo seguirà in ogni viaggio. Il figlio, invecchiato, decide di affrontare l'animale.

### L'umiltà
Un frate di nome Celestino decide di diventare eremita, fuori città, confessando chi gli viene a far visita in un vecchio camion dismesso. Un giorno gli capita di confessare e assolvere un fedele inusuale: è un «piccolo prete», il cui unico peccato è sentire un sentimento di gioia nel farsi chiamare "reverendo". Il prete si ripresenta dopo tre o quattro anni, confessando lo stesso peccato (ora il titolo che gli altri usano è "Monsignore"), al che fra Celestino suppone che il penitente sia solo un sempliciotto che viene preso in giro. Dieci anni dopo, il pretino torna dal frate, con lo stesso peccato (si sente orgoglioso nel farsi chiamare "Eccellenza"). Altro tempo passa, e ora il pretino viene chiamato "Sua Santità": Celestino lo assolve ancora, compatendolo per gli scherzi che i paesani della sua parrocchia gli fanno, gonfiandogli l'orgoglio approfittando della sua ingenuità. In punto di morte, il frate si fa portare al cospetto del Papa, che scopre essere realmente il prete da lui confessato in tutti quegli anni. I due si abbracciano, commossi.

### Riservatissima al signor direttore
Il racconto è un'epistola indirizzata a un «signor direttore», all'interno di una redazione giornalistica. Il mittente confessa che, per il fatto di non aver mai brillato, aveva sempre provato una certa invidia verso pari e superiori. Un tal giorno gli si è presentato un certo Ileano Bussàt, che gli ha proposto di leggere e pubblicare (sotto il nome del protagonista, "Buzzati", non il proprio) dei racconti che gli ha lasciato sulla scrivania. Dopo qualche mese, il narratore ha letto i racconti del tale, e, trovandoli meravigliosi, li ha pubblicati periodicamente e con grande successo, ma lo scrittore originale chiede sempre più soldi in compenso, finché il mittente della lettera non è più riuscito a far fronte alle richieste. Quando Bussàt ha smesso di inviare i suoi racconti (non venendo più pagato), "Buzzati" si è trovato nella necessità di scrivere al direttore della situazione, e pertanto gli chiede, con un tono a metà tra il disperato, il minaccioso e l'amichevole, un aumento di paga, dichiarando al direttore (con un'opera di autoconvincimento) che quest'ultimo non avrebbe mai la spietatezza né il vantaggio di rivelare al pubblico l'inganno messo in atto dal mittente della lettera.

### Le gobbe nel giardino
In una passeggiata notturna nel suo giardino, il protagonista inciampa in un ostacolo, in una deformazione del terreno. Il giorno successivo, domandando al giardiniere Giacomo la natura di quella deformazione, egli viene a conoscenza che la gobba è cresciuta in seguito alla morte di un suo amico, venuto a mancare il giorno precedente. Il giardino del protagonista rispecchia "tutto ciò che succede nella sua vita", riportando deformazioni simili a tumuli che compaiono in seguito a lutti, sulle quali si inciampa perché si è pensato al caro perso oppure il ricordo emerge in seguito ad aver accidentalmente incontrato la gobba. Anni dopo, compare un'altra gobba, causata dalla morte del compagno di lavoro Cornali. A questa gobba ne succederanno altre diverse per importanza (a tumuli più alti è associata una perdita più dolorosa, di persone più care). Il racconto del giardino personale di fatto termina con la notizia della morte del miglior amico d'infanzia (scoperta grazie alla comparsa nel giardino di una gobba "grande come un elefante"), con il quale aveva condiviso i periodi migliori.
Il narratore si rivolge poi direttamente al lettore, che è anch'egli "proprietario di un giardino dove succedono quei dolorosi fenomeni". Il narratore si rivela essere lo stesso Dino Buzzati, il quale si domanda se mai qualcuno avrà nel suo giardino una gobba dedicata proprio a lui, sulla quale inciamperà, ricordandosi della sua vita.

### L'uovo
Il racconto è stato pubblicato per la prima volta sul quotidiano il Corriere della Sera il 4 marzo del 1962, successivamente nella raccolta Il colombre e altri cinquanta racconti.

### La giacca stregata
Il protagonista ad una festa fa la conoscenza di una persona che ha uno splendido vestito e gli chiede dove l'ha preso e gli consiglia un sarto. Un giorno va da quest'ultimo che gli progetta un fantastico completo.
Non abituato ad usare la tasca destra, il protagonista un giorno si accorge di avere 10.000 lire in quella tasca. Rimessa la mano dentro ad essa, trova altre 10.000 lire. Tornato a casa continua a pescare banconote per tutta la notte fino all'ammontare di vari milioni di lire.
In preda al delirio, legge sul giornale che la sera precedente, un camioncino blindato è stato svaligiato da una banda di malviventi. Il protagonista si raggela quando vede l’ammontare della rapina: esattamente quanto ha estratto dalla sua magica tasca.
Da lì iniziano a sorgere i primi dubbi, poiché ogni volta che estrae soldi dalla giacca vede accadere una disgrazia. Decide quindi di sbarazzarsene bruciandola. Subito dopo una voce lo ammonisce dicendogli che è troppo tardi perché il male che ha indirettamente causato non può essere annullato.
Tornato a casa, scopre che tutti i suoi averi sono svaniti, mentre permangono gli effetti delle tragedie da lui provocate.

### I due autisti
Due autisti di un carro funebre trasportano in autostrada la salma della madre del narratore-protagonista, che li segue con la sua auto. Nel corso del viaggio, questi si chiede di cosa parleranno i due autisti durante il viaggio, e ripensa ai rimpianti e ai rimorsi provati nei confronti del rapporto con la madre ormai defunta. Ogni tanto gli pare ancora di avvertire la sua presenza, ma è soltanto una sensazione passeggera.

## Edizioni
- Dino Buzzati, La boutique del mistero, Oscar Mondadori, n. 171, 1ª ed., Milano, Mondadori, 1968.
- Dino Buzzati, La boutique del mistero, 2ª ed., Milano, Mondadori, 1974.
- Dino Buzzati, La boutique del mistero. 31 storie di magia quotidiana, 3ª ed., Milano, Mondadori, 1977.
- Dino Buzzati, La boutique del mistero, a cura di Claudio Toscani, 1ª ed., Milano, Mondadori, 1977.
- Dino Buzzati, La boutique del mistero, a cura di Claudio Toscani, 2ª ed., Milano, Mondadori, 1990.
- Dino Buzzati, La boutique del mistero, Milano, Mondadori, 2001, ISBN 978-88-04-48770-8.